# 朴淳
朴 淳（パク・スン、박순、ぼく じゅん、1523年 - 1589年 ）は、李氏朝鮮の文臣、儒者。字は和叔。号は思菴。諡号は文忠。本貫は忠州。

## 人物
1540年に科挙の進士となり、徐敬徳より業を受ける。1553年、文科状元となり、成均館典籍を授かる。工兵吏三曹佐郎、弘文館校理などを経て、1565年、大司隷として、王后の弟の尹元衡の罪を追及し、乙巳士禍の元凶を排除した。1572年に右議政を拝命、明国に赴き、万暦帝の登極を賀した。翌年に帰朝し、陽明学の非を論ずる。同年左議政に昇進、1579年に領議政となる。儒者としても李珥や成渾との莫逆の交わりで知られたが、1585年に西人派の領袖として糾弾を受け、翌年に帰郷した。著書に「思菴集」などがある。